# Jakub Michał Wierzbicki
Jakub Michał Wierzbicki herbu Nieczuja (zm. po 1773 roku) – wojski buski w 1761 roku, komornik graniczny bełski w latach 1759-1771.